# Ministerul Administrației Publice (România)
Ministerul Administrației Publice a fost un minister din România.

## Numiri în funcție ai miniștrilor
- 28 decembrie 2000 — Octav Cozmâncă — cu ocazia formării Guvernului Năstase[1]